# Resultados do Carnaval de Corumbá
Este anexo contém resultados de todos os anos do Carnaval de Corumbá.

## 2009
| 1 | Império do Morro       | Campeã de 2009          | [ 1 ] |
| 2 | Vila Mamona            |                         | [ 1 ] |
| 3 | Major Gama             | [ 1 ]                   |       |
| 4 | Acadêmicos do Pantanal | Grupo de acesso em 2010 | [ 1 ] |

## 2010
| Grupo Especial  | Grupo Especial           | Grupo Especial                | Grupo Especial | Grupo Especial | Grupo Especial | Grupo Especial | Grupo Especial | Grupo Especial | Grupo Especial | Grupo Especial | Grupo Especial | Grupo Especial | Grupo Especial | Grupo Especial | Grupo Especial | Grupo Especial | Grupo Especial | Grupo Especial | Grupo Especial | Grupo Especial | Grupo Especial | Grupo Especial | Grupo Especial | Grupo Especial | Grupo Especial | Grupo Especial | Grupo Especial | Grupo Especial | Grupo Especial | Grupo Especial | Grupo Especial | Grupo Especial | Grupo Especial | Grupo Especial | Grupo Especial | Grupo Especial | Grupo Especial | Grupo Especial | Grupo Especial | Grupo Especial | Grupo Especial | Grupo Especial | Grupo Especial | Grupo Especial | Grupo Especial | Grupo Especial | Grupo Especial | Grupo Especial | Grupo Especial |
| Pos             | Escolas                  | Classificação ou rebaixamento | Ref            |                |                |                |                |                |                |                |                |                |                |                |                |                |                |                |                |                |                |                |                |                |                |                |                |                |                |                |                |                |                |                |                |                |                |                |                |                |                |                |                |                |                |                |                |                |                |
| --------------- | ------------------------ | ----------------------------- | -------------- | -------------- | -------------- | -------------- | -------------- | -------------- | -------------- | -------------- | -------------- | -------------- | -------------- | -------------- | -------------- | -------------- | -------------- | -------------- | -------------- | -------------- | -------------- | -------------- | -------------- | -------------- | -------------- | -------------- | -------------- | -------------- | -------------- | -------------- | -------------- | -------------- | -------------- | -------------- | -------------- | -------------- | -------------- | -------------- | -------------- | -------------- | -------------- | -------------- | -------------- | -------------- | -------------- | -------------- | -------------- | -------------- | -------------- |
| 1               | Império do Morro         | Campeã de 2010                | [ 2 ]          |                |                |                |                |                |                |                |                |                |                |                |                |                |                |                |                |                |                |                |                |                |                |                |                |                |                |                |                |                |                |                |                |                |                |                |                |                |                |                |                |                |                |                |                |                |                |
| 2               | Vila Mamona              |                               | [ 2 ]          |                |                |                |                |                |                |                |                |                |                |                |                |                |                |                |                |                |                |                |                |                |                |                |                |                |                |                |                |                |                |                |                |                |                |                |                |                |                |                |                |                |                |                |                |                |                |
| 3               | A Pesada                 | [ 2 ]                         |                |                |                |                |                |                |                |                |                |                |                |                |                |                |                |                |                |                |                |                |                |                |                |                |                |                |                |                |                |                |                |                |                |                |                |                |                |                |                |                |                |                |                |                |                |                |                |
| 4               | Major Gama               | Grupo de acesso em 2011       | [ 2 ]          |                |                |                |                |                |                |                |                |                |                |                |                |                |                |                |                |                |                |                |                |                |                |                |                |                |                |                |                |                |                |                |                |                |                |                |                |                |                |                |                |                |                |                |                |                |                |
| Grupo de acesso |                          |                               |                |                |                |                |                |                |                |                |                |                |                |                |                |                |                |                |                |                |                |                |                |                |                |                |                |                |                |                |                |                |                |                |                |                |                |                |                |                |                |                |                |                |                |                |                |                |                |
| 1               | Mocidade da Nova Corumbá | Grupo Especial em 2011        | [ 3 ]          |                |                |                |                |                |                |                |                |                |                |                |                |                |                |                |                |                |                |                |                |                |                |                |                |                |                |                |                |                |                |                |                |                |                |                |                |                |                |                |                |                |                |                |                |                |                |
| 2               | Caprichosos de Corumbá   |                               | [ 3 ]          |                |                |                |                |                |                |                |                |                |                |                |                |                |                |                |                |                |                |                |                |                |                |                |                |                |                |                |                |                |                |                |                |                |                |                |                |                |                |                |                |                |                |                |                |                |                |
| 3               | Acadêmicos do Pantanal   | [ 3 ]                         |                |                |                |                |                |                |                |                |                |                |                |                |                |                |                |                |                |                |                |                |                |                |                |                |                |                |                |                |                |                |                |                |                |                |                |                |                |                |                |                |                |                |                |                |                |                |                |
| 4               | Marquês de Sapucaí       | [ 3 ]                         |                |                |                |                |                |                |                |                |                |                |                |                |                |                |                |                |                |                |                |                |                |                |                |                |                |                |                |                |                |                |                |                |                |                |                |                |                |                |                |                |                |                |                |                |                |                |                |

## 2011
| Grupo Especial  | Grupo Especial           | Grupo Especial                | Grupo Especial | Grupo Especial | Grupo Especial | Grupo Especial | Grupo Especial | Grupo Especial | Grupo Especial | Grupo Especial | Grupo Especial | Grupo Especial | Grupo Especial | Grupo Especial | Grupo Especial | Grupo Especial | Grupo Especial | Grupo Especial | Grupo Especial | Grupo Especial | Grupo Especial | Grupo Especial | Grupo Especial | Grupo Especial | Grupo Especial | Grupo Especial | Grupo Especial | Grupo Especial | Grupo Especial | Grupo Especial | Grupo Especial | Grupo Especial | Grupo Especial | Grupo Especial | Grupo Especial | Grupo Especial | Grupo Especial | Grupo Especial | Grupo Especial | Grupo Especial | Grupo Especial | Grupo Especial | Grupo Especial | Grupo Especial | Grupo Especial | Grupo Especial | Grupo Especial | Grupo Especial | Grupo Especial |
| Pos             | Escolas                  | Classificação ou rebaixamento | Ref            |                |                |                |                |                |                |                |                |                |                |                |                |                |                |                |                |                |                |                |                |                |                |                |                |                |                |                |                |                |                |                |                |                |                |                |                |                |                |                |                |                |                |                |                |                |                |
| --------------- | ------------------------ | ----------------------------- | -------------- | -------------- | -------------- | -------------- | -------------- | -------------- | -------------- | -------------- | -------------- | -------------- | -------------- | -------------- | -------------- | -------------- | -------------- | -------------- | -------------- | -------------- | -------------- | -------------- | -------------- | -------------- | -------------- | -------------- | -------------- | -------------- | -------------- | -------------- | -------------- | -------------- | -------------- | -------------- | -------------- | -------------- | -------------- | -------------- | -------------- | -------------- | -------------- | -------------- | -------------- | -------------- | -------------- | -------------- | -------------- | -------------- | -------------- |
| 1               | Império do Morro         | Campeã de 2011                | [ 4 ] [ 5 ]    |                |                |                |                |                |                |                |                |                |                |                |                |                |                |                |                |                |                |                |                |                |                |                |                |                |                |                |                |                |                |                |                |                |                |                |                |                |                |                |                |                |                |                |                |                |                |
| 2               | Mocidade da Nova Corumbá |                               | [ 4 ] [ 5 ]    |                |                |                |                |                |                |                |                |                |                |                |                |                |                |                |                |                |                |                |                |                |                |                |                |                |                |                |                |                |                |                |                |                |                |                |                |                |                |                |                |                |                |                |                |                |                |
| 3               | A Pesada                 | [ 4 ] [ 5 ]                   |                |                |                |                |                |                |                |                |                |                |                |                |                |                |                |                |                |                |                |                |                |                |                |                |                |                |                |                |                |                |                |                |                |                |                |                |                |                |                |                |                |                |                |                |                |                |                |
| 4               | Vila Mamona              | Grupo de acesso em 2012       | [ 4 ] [ 5 ]    |                |                |                |                |                |                |                |                |                |                |                |                |                |                |                |                |                |                |                |                |                |                |                |                |                |                |                |                |                |                |                |                |                |                |                |                |                |                |                |                |                |                |                |                |                |                |
| Grupo de acesso |                          |                               |                |                |                |                |                |                |                |                |                |                |                |                |                |                |                |                |                |                |                |                |                |                |                |                |                |                |                |                |                |                |                |                |                |                |                |                |                |                |                |                |                |                |                |                |                |                |                |
| 1               | Caprichosos de Corumbá   | Grupo Especial em 2012        | [ 4 ] [ 5 ]    |                |                |                |                |                |                |                |                |                |                |                |                |                |                |                |                |                |                |                |                |                |                |                |                |                |                |                |                |                |                |                |                |                |                |                |                |                |                |                |                |                |                |                |                |                |                |

## 2012
| Grupo Especial  | Grupo Especial           | Grupo Especial                | Grupo Especial | Grupo Especial | Grupo Especial | Grupo Especial | Grupo Especial | Grupo Especial | Grupo Especial | Grupo Especial | Grupo Especial | Grupo Especial | Grupo Especial | Grupo Especial | Grupo Especial | Grupo Especial | Grupo Especial | Grupo Especial | Grupo Especial | Grupo Especial | Grupo Especial | Grupo Especial | Grupo Especial | Grupo Especial | Grupo Especial | Grupo Especial | Grupo Especial | Grupo Especial | Grupo Especial | Grupo Especial | Grupo Especial | Grupo Especial | Grupo Especial | Grupo Especial | Grupo Especial | Grupo Especial | Grupo Especial | Grupo Especial | Grupo Especial | Grupo Especial | Grupo Especial | Grupo Especial | Grupo Especial | Grupo Especial | Grupo Especial | Grupo Especial | Grupo Especial | Grupo Especial | Grupo Especial |
| Pos             | Escolas                  | Classificação ou rebaixamento | Ref            |                |                |                |                |                |                |                |                |                |                |                |                |                |                |                |                |                |                |                |                |                |                |                |                |                |                |                |                |                |                |                |                |                |                |                |                |                |                |                |                |                |                |                |                |                |                |
| --------------- | ------------------------ | ----------------------------- | -------------- | -------------- | -------------- | -------------- | -------------- | -------------- | -------------- | -------------- | -------------- | -------------- | -------------- | -------------- | -------------- | -------------- | -------------- | -------------- | -------------- | -------------- | -------------- | -------------- | -------------- | -------------- | -------------- | -------------- | -------------- | -------------- | -------------- | -------------- | -------------- | -------------- | -------------- | -------------- | -------------- | -------------- | -------------- | -------------- | -------------- | -------------- | -------------- | -------------- | -------------- | -------------- | -------------- | -------------- | -------------- | -------------- | -------------- |
| 1               | Mocidade da Nova Corumbá | Campeã de 2012                | [ 6 ]          |                |                |                |                |                |                |                |                |                |                |                |                |                |                |                |                |                |                |                |                |                |                |                |                |                |                |                |                |                |                |                |                |                |                |                |                |                |                |                |                |                |                |                |                |                |                |
| 2               | Império do Morro         |                               | [ 6 ]          |                |                |                |                |                |                |                |                |                |                |                |                |                |                |                |                |                |                |                |                |                |                |                |                |                |                |                |                |                |                |                |                |                |                |                |                |                |                |                |                |                |                |                |                |                |                |
| 3               | A Pesada                 | [ 6 ]                         |                |                |                |                |                |                |                |                |                |                |                |                |                |                |                |                |                |                |                |                |                |                |                |                |                |                |                |                |                |                |                |                |                |                |                |                |                |                |                |                |                |                |                |                |                |                |                |
| 4               | Caprichosos de Corumbá   | Grupo de acesso em 2013       | [ 6 ]          |                |                |                |                |                |                |                |                |                |                |                |                |                |                |                |                |                |                |                |                |                |                |                |                |                |                |                |                |                |                |                |                |                |                |                |                |                |                |                |                |                |                |                |                |                |                |
| Grupo de acesso |                          |                               |                |                |                |                |                |                |                |                |                |                |                |                |                |                |                |                |                |                |                |                |                |                |                |                |                |                |                |                |                |                |                |                |                |                |                |                |                |                |                |                |                |                |                |                |                |                |                |
| 1               | Vila Mamona              | Grupo Especial em 2013        | [ 7 ]          |                |                |                |                |                |                |                |                |                |                |                |                |                |                |                |                |                |                |                |                |                |                |                |                |                |                |                |                |                |                |                |                |                |                |                |                |                |                |                |                |                |                |                |                |                |                |
| 2               | Acadêmicos do Pantanal   | Grupo Especial em 2013        | [ 7 ]          |                |                |                |                |                |                |                |                |                |                |                |                |                |                |                |                |                |                |                |                |                |                |                |                |                |                |                |                |                |                |                |                |                |                |                |                |                |                |                |                |                |                |                |                |                |                |
| 3               | Marquês de Sapucaí       |                               | [ 7 ]          |                |                |                |                |                |                |                |                |                |                |                |                |                |                |                |                |                |                |                |                |                |                |                |                |                |                |                |                |                |                |                |                |                |                |                |                |                |                |                |                |                |                |                |                |                |                |
| 4               | Imperatriz Corumbaense   | [ 7 ]                         |                |                |                |                |                |                |                |                |                |                |                |                |                |                |                |                |                |                |                |                |                |                |                |                |                |                |                |                |                |                |                |                |                |                |                |                |                |                |                |                |                |                |                |                |                |                |                |
| 5               | Major Gama               | [ 7 ]                         |                |                |                |                |                |                |                |                |                |                |                |                |                |                |                |                |                |                |                |                |                |                |                |                |                |                |                |                |                |                |                |                |                |                |                |                |                |                |                |                |                |                |                |                |                |                |                |

## 2017
- 1- Vila Mamona - 159,4 pontos;[8]
- 2- Mocidade Independente da Nova Corumbá - 159,2 pontos;
- 3- Império do Morro, com 158,9 pontos
- 4- A Pesada (158,8)
- 5- Marquês de Sapucaí (157,9).

## 2018
- 1-Mocidade Independente da Nova Corumbá[9]
- 2-A Pesada

## 2019
- 1- A Pesada - 179,6 pontos[9]
- 2- Mocidade Independente da Nova Corumbá - 178,4 pontos
- 3- Estação Primeira, com 177,4 pontos.

## 2020
- 1- A Pesada, 157,9 pontos; [10]
- 2- Império do Morro, 153,6;
- 3- Mocidade da Nova Corumbá, 152,5;
- 4- Vila Mamona, 151,5 pontos;
- 5- Estação Primeira, 151,4;
- 6- Major Gama, 150,2;
- 7- Acadêmicos do Pantanal, 149,2 pontos;
- 8- Imperatriz Corumbaense, 148,6
- 9- Marquês de Sapucaí, 147,4 pontos.